# Baptism
| Recensione    | Giudizio |
| ------------- | -------- |
| AllMusic      |          |
| Rolling Stone |          |

Baptism è il settimo album in studio del cantante statunitense Lenny Kravitz, pubblicato il 18 maggio 2004 dalla Virgin Records.

## Tracce
1. Minister of Rock 'n Roll – 3:34 (Lenny Kravitz, Craig Ross)
2. I Don't Want to Be a Star – 4:25 (Lenny Kravitz)
3. Lady – 4:15 (Lenny Kravitz, Craig Ross)
4. Calling All Angels – 5:12 (Lenny Kravitz)
5. California – 2:36 (Lenny Kravitz)
6. Sistamamalover – 4:29 (Lenny Kravitz)
7. Where Are We Runnin'? – 2:41 (Lenny Kravitz, Craig Ross)
8. Baptized – 4:48 (Terry Britten, Gerry DeVeaux, Lenny Kravitz)
9. Flash – 4:12 (Lenny Kravitz)
10. What Did I Do with My Life? – 4:04 (Lenny Kravitz)
11. Storm (feat. Jay-Z) – 3:58 (Lenny Kravitz, Shawn Carter)
12. The Other Side – 4:50 (Lenny Kravitz)
13. Destiny – 4:55 (Lenny Kravitz, Lionel Richie)

Durata totale: 53:59
Traccia bonus edizione Giapponese
1. Uncharted Terrain – 3:34 (Lenny Kravitz)

## Formazione
- Lenny Kravitz - voce, basso, batteria, chitarra acustica, chitarra elettrica, battimani, moog, sintetizzatore, organo Hammond, pianoforte, mellotron, timpani
- Henry Hirsch - basso, batteria, pianoforte
- Craig Ross - batteria, chitarra elettrica, pianoforte, tamburello
- David Baron - sassofono baritono
- David Sanborn - sassofono
- Tyra Alston - battimani
- Denine La Bat - battimani
- Norma Rodgers - battimani
- Uncle Bruce - battimani
- Uncle Craig - battimani
- Uncle Hans - battimani
- David Whyko - battimani
- Tawatha Agee - cori

## Classifiche
| Classifica (2004) | Posizione massima |
| ----------------- | ----------------- |
| Australia         | 42                |
| Austria           | 4                 |
| Belgio (Fiandre)  | 8                 |
| Belgio (Vallonia) | 16                |
| Canada            | 12                |
| Danimarca         | 10                |
| Finlandia         | 8                 |
| Francia           | 8                 |
| Germania          | 2                 |
| Giappone          | 7                 |
| Italia            | 5                 |
| Norvegia          | 17                |
| Paesi Bassi       | 3                 |
| Polonia           | 7                 |
| Portogallo        | 7                 |
| Regno Unito       | 74                |
| Stati Uniti       | 14                |
| Svezia            | 13                |
| Svizzera          | 3                 |